# Libera Trevisani Levi-Civita
Libera Trevisani Levi-Civita (Verona, 17 maggio 1890 – Roma, 11 dicembre 1973) è stata una matematica italiana.

## Biografia
Libera, primogenita di cinque sorelle, fu una studentessa brillante e dotata. Conseguì la maturità nel 1908 presso il Ginnasio Liceo "Bernardino Telesio" di Cosenza quindi, nell'anno accademico 1908-1909, si iscrisse all'Università di Padova sostenuta dalla borsa di studio dell'ateneo finanziata dalle risorse del dissolto Collegio San Marco. Nel 1912, si laureò in matematica all'Università di Padova, sotto la guida scientifica del matematico e fisico Tullio Levi-Civita, con una tesi intitolata Sul moto medio dei nodi nel problema dei tre corpi. La tesi estendeva le ricerche di Levi-Civita sull'esistenza del moto medio asintotico, per un punto rappresentato dalla generica soluzione di un sistema lineare a coefficienti periodici, al problema dei tre corpi, quando questi si riferisce alla teoria della luna. I risultati ottenuti dalla Trevisani furono talmente soddisfacenti che il maestro decise di presentarli nell'adunanza del 28 aprile 1912 all'Istituto veneto di scienze, lettere ed arti. La nota fu pubblicata negli «Atti» nello stesso anno. Nel novembre del 1912, si abilitò all'insegnamento (magistero in matematica) con la votazione di 30/30.
Nell'aprile del 1914, la giovane Libera Trevisani divenne moglie del suo maestro Tullio Levi-Civita.
Nel 1944 fu eletta prima presidente della ricostituita FILDIS dopo che nel 1935 era stata sciolta dal regime fascista. Rimase in carica fino al 1953. Come presidente della FILDIS portò avanti iniziative istituzionali volte all'emancipazione e alla difesa dei diritti delle donne. Nel 1945 adottò Susanna Silberstein, i cui genitori ebrei l'avevano messa da bambina in un convento fiorentino nel 1943, poco prima di essere rastrellati dai nazisti e assassinati ad Auschwitz.